# هانا میچچووا
هانا میچچووا (به انگلیسی: Hana Mičechová) ژیمناست زادهٔ ۲۵ ژانویهٔ ۱۹۴۶ میلادی اهل کشور جمهوری چک است.